# Thẻ đa năng
Thẻ đa năng là thẻ có thể lưu được các thông tin trên bộ nhớ của thẻ. Hệ thống có thể hoạt động độc lập với máy tính nhưng vẫn có thể đảm bảo được những chức năng như: làm thẻ thanh toán nội bộ, các chức năng liên quan đến tính phí, kiểm soát ra vào ở những đơn vị có tính bảo mật cao.

## Ứng dụng của thẻ đa năng
Hệ thống thường được ứng dụng ở những lĩnh vực như: trường Đại học, cao đẳng, khu nghỉ dưỡng, khu vui chơi giải trí: công viên, trung tâm game, nhà hàng, khách sạn, hệ thống tích điểm, chứng minh thư điện tử,thanh toán phí gửi xe, thanh toán tại canteen, mua hàng tại máy bán hàng tự động, quản lý khách hàng vào ra, quản lý doanh thu, tự động trừ tiền (vé tháng), thanh toán tại nhà ăn…